# ジャスト・ルーム・イナフ島
ジャスト・ルーム・イナフ島（英: Just Room Enough Island、別名：ハブ島、英: Hub Island）は、アメリカ合衆国ニューヨーク州にある、世界最小とされる有人島である。サウザンド諸島に属し、面積はおよそ3,300平方フィート (310 m2)である。居住者のサイズランド（Sizeland）家により住居、木、植え込み及び小さな砂浜が据え付けられている。

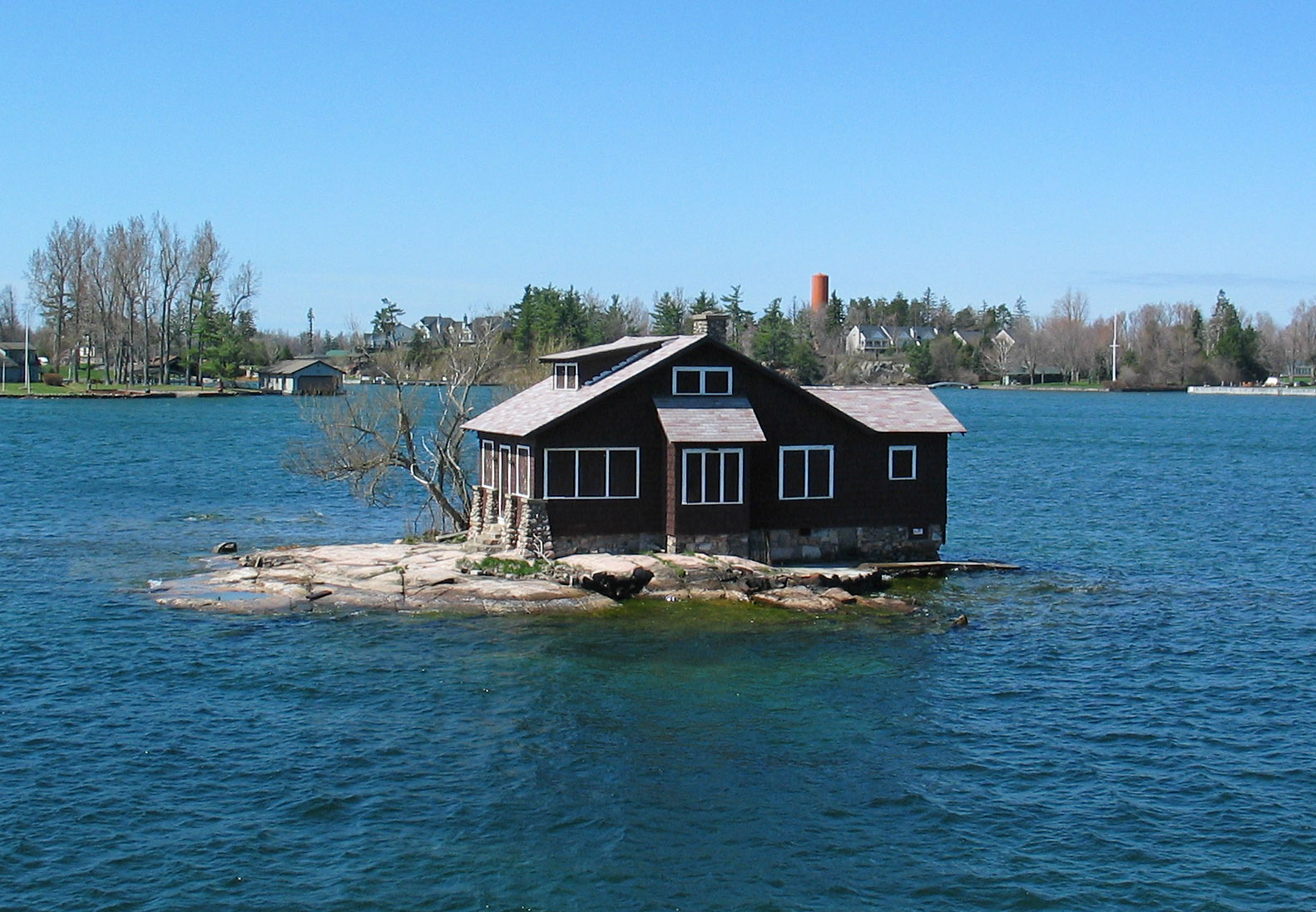
別方向からみた島

## 歴史
1950年代に、休暇を過ごすための保養地を求めていたサイズランド家が購入し、住居を建設して開島した。ワシントンポスト紙はこの島の小ささを「一歩間違えれば水中を泳がないといけないはめになる」と形容している。
サウザンド諸島に属する島として認められるには、「家の面積が30.48平方センチメートル以上あること、家は島の上にあること、少なくとも1本の木があること」が条件であり、3つめの条件を満たす為に、サイズランド家が植林を行った。その後、サイズランド家により、新たにジャスト・ルーム・イナフ・アイランド（Just Room Enough Island）と名づけられた。

## 地理
セントローレンス川のハート島とインペリアル島（Imperial Isle）の間に位置し、カナダ＝アメリカ合衆国国境とも近い。行政上はニューヨーク州 ジェファーソン郡アレクサンドリアに属している。